# Saint-Arailles
Saint-Arailles (gaskognisch Senta Aralha) ist eine französische Gemeinde mit 137 Einwohnern (Stand 1. Januar 2022) im Département Gers in der Region Okzitanien (bis 2015 Midi-Pyrénées); sie gehört zum Arrondissement Auch und zum Gemeindeverband Artagnan de Fezensac. Die Bewohner nennen sich Saint-Araillais/Saint-Araillaises.

## Geografie
Saint-Arailles liegt rund 18 Kilometer westlich von Auch im Zentrum des Départements Gers. Die Osse durchquert die Gemeinde in nördlicher Richtung. Die Gemeinde besteht aus zahlreichen Streusiedlungen und Einzelgehöften. Nachbargemeinden sind Riguepeu im Norden, Mirannes im Osten, Montesquiou im Süden sowie Castelnau-d’Anglès im Westen.

## Geschichte
Die Gemeinde in seiner heutigen Form entstand 1821 durch die Vereinigung der alten Gemeinde Saint-Arailles (1821: 332 Einwohner) mit der Gemeinde Saint-Jean-d’Anglès (1821: 89 Einwohner). Die Gemeinde ist schon früh besiedelt worden. Dies belegt eine Grabsäule aus gallo-römischer Zeit. Der heutige Ort wurde im 13. Jahrhundert als Wehrdorf (castelnau) gegründet. Im Mittelalter lag Saint-Arailles in der Grafschaft Vic-Fezensac innerhalb der Region Armagnac in der historischen Landschaft Gascogne und teilte deren Schicksal. Saint-Arailles gehörte von 1793 bis 1801 zum Kanton Barran und zum District Auch. Seit 1801 ist Saint-Arailles dem Arrondissement Auch zugeteilt und gehörte von 1801 bis 2015 zum Wahlkreis (Kanton) Vic-Fezensac (ursprünglich Kanton Vic-sur-Losse genannt).

## Bevölkerungsentwicklung
Die Einwohnerentwicklung ist typisch für eine französische Landgemeinde. Normal sind die Entwicklungen zwischen 1793 und 1831 mit einem starken Wachstum und die folgende starke Landflucht ab 1850. Einen starken Bevölkerungsrückgang gab es in der Zeit des Ersten Weltkriegs. Nach einer Stabilisierung nach dem Ersten Weltkrieg folgte ab 1936 eine weitere Abwanderungswelle. Der bisherige Tiefpunkt wurde 1999 erreicht.
| Jahr                       | 1962 | 1968 | 1975 | 1982 | 1990 | 1999 | 2006 | 2011 | 2020 |
| Einwohner                  | 150  | 154  | 139  | 136  | 133  | 116  | 125  | 150  | 141  |
| Quellen: Cassini und INSEE |      |      |      |      |      |      |      |      |      |

## Sehenswürdigkeiten
- Schloss Saint-Jean (Privatbesitz); überwiegend aus dem 18. Jahrhundert, älteste Teile aus dem 13. Jahrhundert
- Wallanlage rund um den Ort, darunter zwei Tortürme (Est und Ouest)
- Kirche Saint-Barthélemy
- Kapelle Notre-Dame-de-Brétous, seit 1943 als Monument historique geführt
- Kapelle Saint-Jean-d’Anglès in Condesse
- drei Wegkreuze: am östlichen Dorfausgang, an der Kreuzung der D34 mit der D179 und am Friedhof
- Lavoir (ehemaliges Waschhaus) nahe der Osse
- Denkmal für die Gefallenen[3]

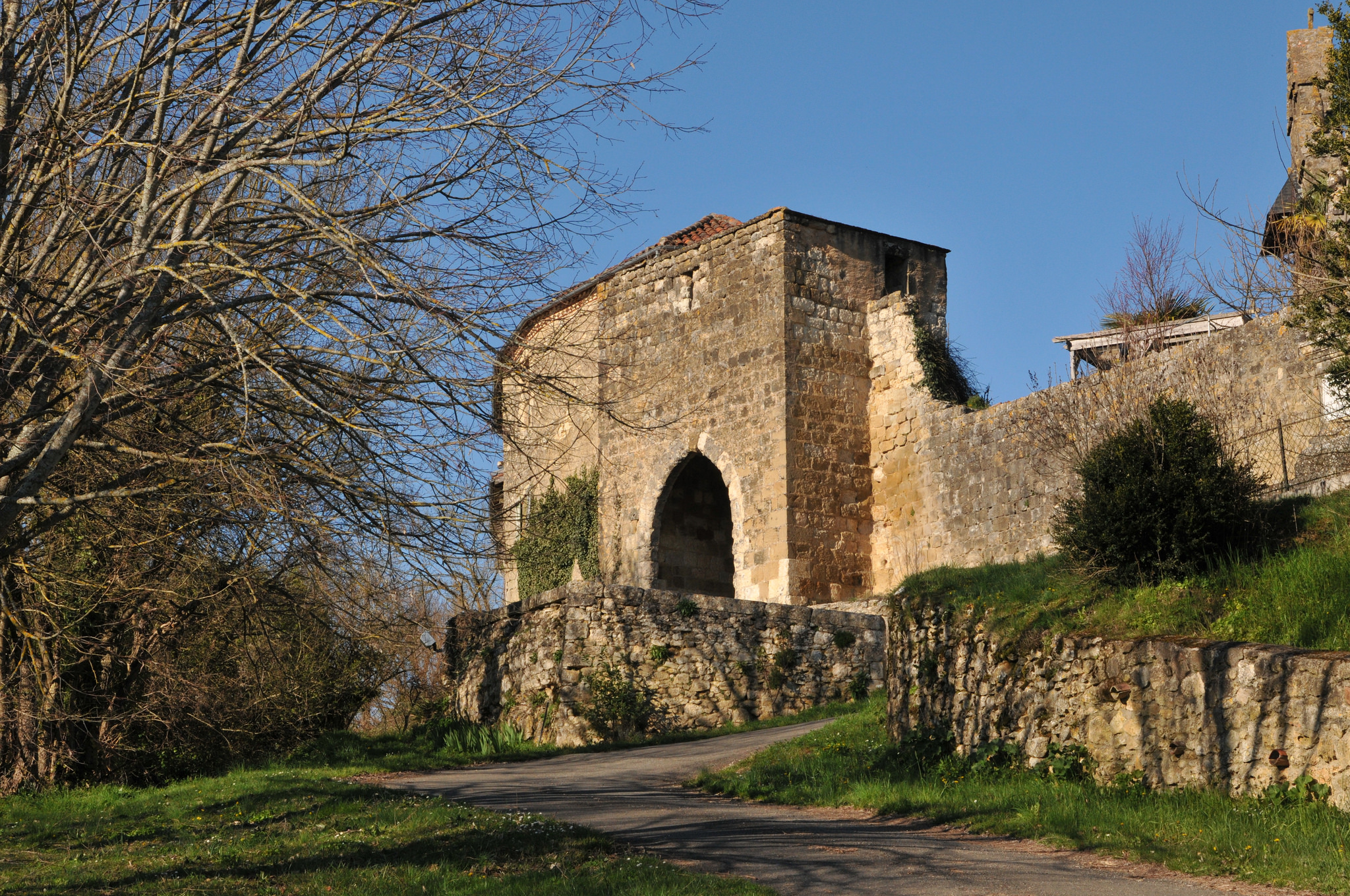
Wallanlage mit Torturm
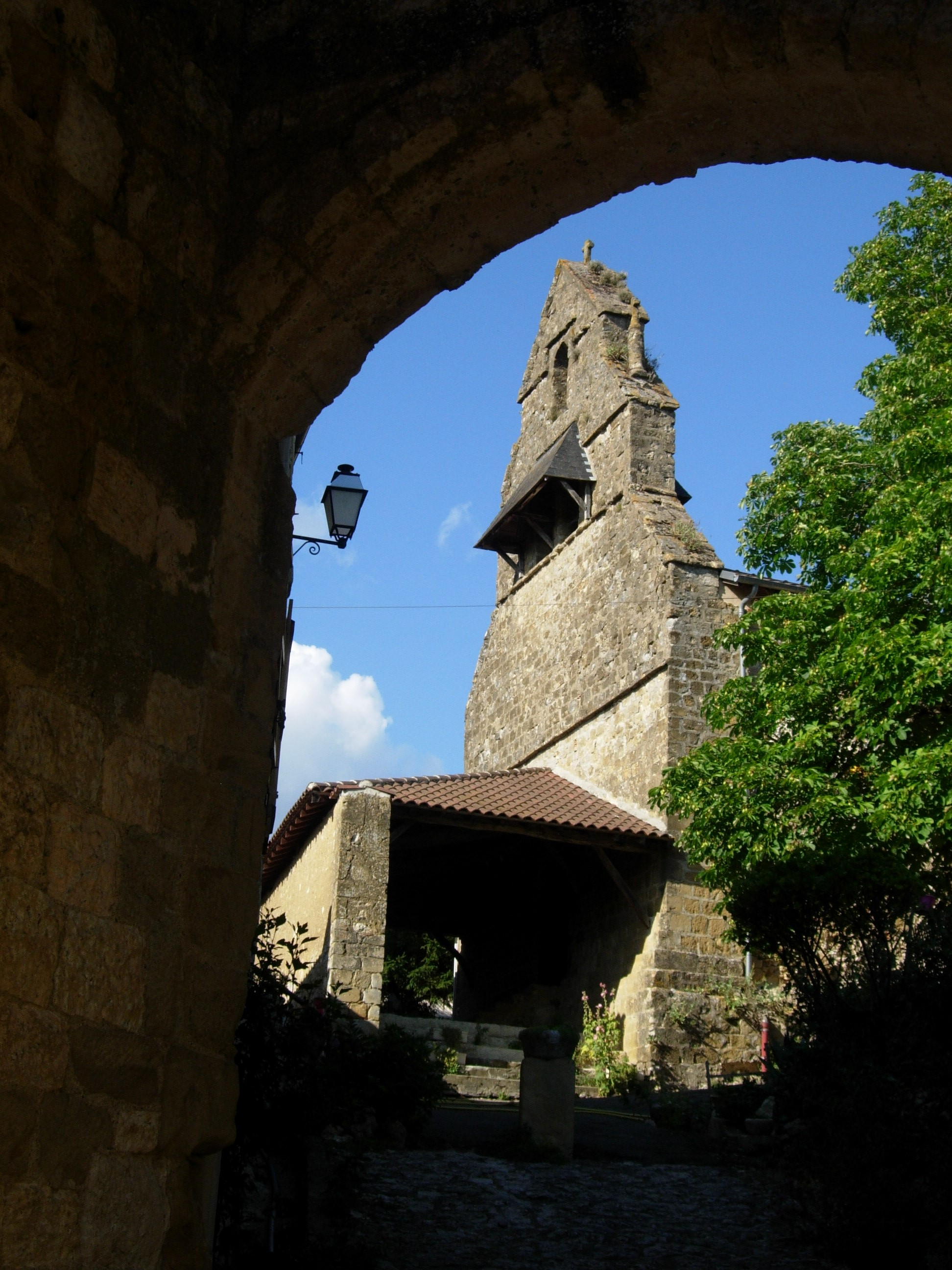
Kirche Saint-Barthélemy
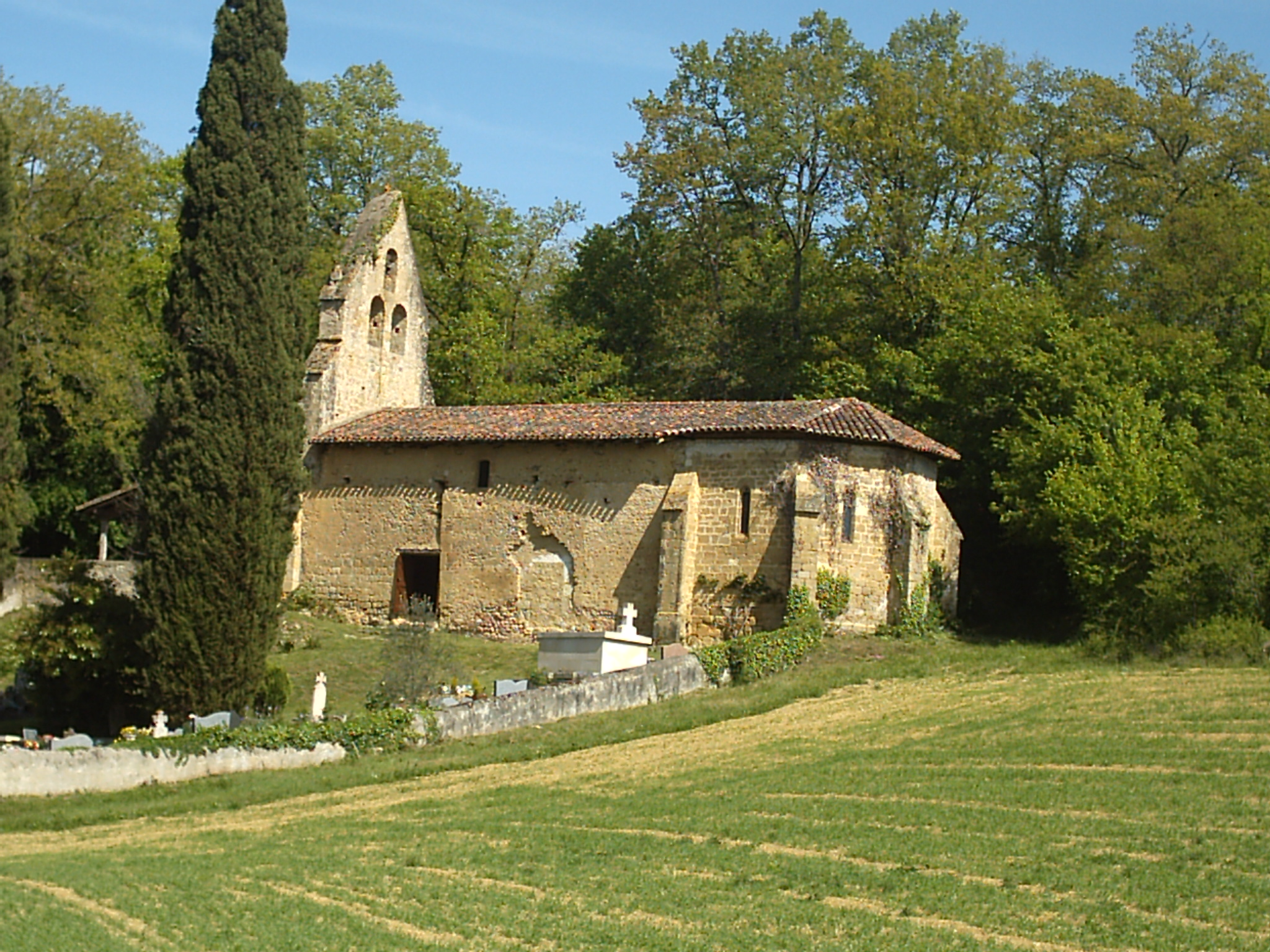
Kapelle Notre-Dame-de-Brétous

## Verkehr
Die Gemeinde liegt fernab von überregionalen Verkehrswegen und hat keine Schienen- oder Busverbindungen. Der wichtigste regionale Verkehrsweg ist die Straße D 34. Einige Kilometer entfernt liegt die N21 mit einem Anschluss in Mirande.